# City Bus Simulator 2010
City Bus Simulator 2010 – gra komputerowa wydana w 2009 przez firmę Aerosoft. Symulator autobusu, w którym wcielamy się w niejakiego Carlosa. Gra przenosi nas na Manhattan.

## Cechy gry
- Symulacja linii autobusowej M42, wzdłuż słynnego 42nd Street na Manhattanie, w Nowym Jorku. Poza tym wiele scenariuszy przenosi nas na różne ulice
- Słynne budowle i ciekawe miejsca wzdłuż trasy, takie jak: Times Square, Chrysler Building, Grand Central Station, Circle Line, Intrepid i oczywiście Port Authority Bus Terminal, również każdy dom na 42nd Street, z których wszystkie zostały realistycznie odtworzone
- 3 tryby gry: Świat wirtualny (łącznie z rozkładem jazdy), misje i kampanie
- Wysokiej jakości model cieniowania - realistycznie pokazano blaski słońca i światła uliczne
- Realistyczna fizyka dla amortyzatorów, by odtworzyć zachowanie podczas jazdy po wyboistych drogach i symulacja poślizgu na mokrych nawierzchniach
- 6 rodzai widoku autobusu z zewnątrz, a także możliwość zerknięcia w lewe i prawe lusterko
- Komunikacja radiowa